# (385446) Manwë
Cet article concerne l'objet transneptunien. Pour le personnage de Tolkien, voir Manwë.
(385446) Manwë est un objet transneptunien découvert le 25 août 2003 par Marc W. Buie au Cerro Tololo Inter-American Observatory. Sa désignation provisoire était 2003 QW111.

## Caractéristiques
C'est un astéroïde hadéocroiseur (son orbite croise celle de (134340) Pluton).
Il a été considéré comme un cubewano puis comme en résonance 4:7 avec Neptune.
Manwë mesure 160 kilomètres de diamètre.

## Satellite
Il possède une lune nommée Thorondor, dont le nom provisoire était S/2006 (2003 QW111) 1, qui mesure 92+14
 −16 kilomètres et orbite à 6 674 ± 41 kilomètres du centre de gravité du système Manwë,,.

## Étymologie
Il est nommé d'après Manwë, personnage de l'univers de J. R. R. Tolkien.